# توائم أحادية المشيمة

أنواع مختلفة من المشيمائية والسلوية (شكل كيس الطفل) في التوأم المتماثل (بيضة واحدة/متطابق) نتيجة لانقسام البويضة المخصبة. ومع ذلك، فإن hgصورة غير صحيحة في المسألة التالية: التوائم الثنائية السلى أحادية المشيمة لديها كيسان سلويان، ومشيمة واحدة، وسخد واحد. تظهر الصورة سخدين وهذا خطأ.

توائم أحادية المشيمة هم التوائم المتماثلة (المتطابقة) التي تشترك في نفس المشيمة. وإذا اشترك في المشيمة أكثر من توأمين (انظر تعدد المواليد)، فهم مواليد متعددة أحادية المشيمة. تحدث حالات التوأم أحادي المشيمة بنسبة 0.3٪ من إجمالي حالات الحمل. و75% من حالات حمل التوائم المتماثلة هي أحادية المشيمة؛ أما نسبة 25٪ المتبقية فهي ثنائية السلى ثنائية المشيمة. فعندما تنقسم المشيمة، يحدث هذا بعد اليوم الثالث من التخصيب.

## السلوية واقترانية التلقيح
يكون لدى التوأم أحادي المشيمة بشكل عام كيسان سلويان (يسميان "MoDi" أحادي المشيمة-ثنائي السلى)، ولكن أحيانًا، في حالة التوأم أحادي السلى ("MoDi" أحادي المشيمة-ثنائي السلى)، يشتركان أيضًا في نفس الكيس السلوي. تحدث حالة التوأم أحادي السلى عندما يحدث الانقسام بعد اليوم التاسع من بعد التخصيب. ودائمًا ما تكون التوائم أحادية السلى متماثلة (توأم متطابق). التوأم أحادي المشيمة-ثنائي السلى تقريبًا دائمًا ما يكون متماثلاً، مع وجود استثناءات قليلة حين تنصهر المثانات البلاستولية.

## التشخيص
من خلال عمل فحص بالموجات فوق الصوتية التوليدية عند العمر الحملي لفترة تتراوح بين 10 و14 أسبوعًا، يتضح أن التوائم أحادية المشيمة-ثنائية السلى تختلف عن التوائم ثنائية المشيمة من خلال وجود "علامة T" عند تقاطع غشاء المشيمة بين التوأمين (التقاطع بين غشاء التوأمين والحافة الخارجية يشكل زاوية قائمة)، بينما التوائم ثنائية المشيمة تظهر بعلامة "(λ)" (أي أن المشيمة تشكل نتوءًا على شكل إسفين-داخل الفراغ الذي يكون بين التوأم، مما ينشأ عنه تقاطع منحني). The “lambda sign” is also called the “twin peak sign”. وتدل "علامة لامدا" في الموجات فوق الصوتية، في سن الحمل في الفترة من 16 إلى 20 أسبوعًا على ثنائية المشيمة لكن غيابها لا يستبعد معه أن تكون حالة التوأم كذلك.
في المقابل، فإن المشيمة قد تكون متداخلة في حالة التوائم ثنائية المشيمة، مما يجعل من الصعب تمييزها، وبالتالي يصعب تمييز التوائم أحادية أو ثنائية المشيمة استنادًا فقط على مظهر المشيمة على الموجات فوق الصوتية.

## المضاعفات
بالإضافة إلى المشيمة المشتركة، فإن التوائم أحادية المشيمة بها أيضًا أجهزة دوران متداخلة في مفاغرة دورانية عشوائية لا يمكن التنبؤ بها. ويمكن أن يتسبب هذا في حدوث تدفق الدم غير المتناسب، مما يؤدي إلى متلازمة نقل الدم من توأم إلى توأم (TTTS) في 20٪  من حالات الحمل MoDi. هذه هي المضاعفات الرئيسية للتوائم أحادية المشيمة.
كما أن 80٪ من حالات الحمل MoDi بدون متلازمة نقل الدم من توأم إلى توأم لا تزال بها معدلات عالية من تعارض الوزن عند الولادة، تقييد نمو الجنين، وحالات ولادة قيصرية بسبب الابتسار. وقد يفشل أحد التوأمين أيضًا في تطوير القلب بشكل سليم ويصبح معتمدًا على نشاط الضخ عند قلب التوأم الآخر، مما ينتج عنه إرواء التوائم الشرياني العكسي. وإذا توفي أحد التوأمين في الرحم، يتراكم الدم في جسم الجنين الميت، مسببًا حدوث استنزاف للجنين الحي.
وفي حالة التوائم أحادية المشيمة أحادية السلى يكون خطر حدوث مضاعفات أعلى بكثير بسبب احتمال تشابك الحبل السري الإضافي والانضغاط. ومع ذلك، تعد وفيات الفترة المحيطة بالولادة في التوائم أحادية المشيمة منخفضة إلى حد ما.